# Atlantis (Thorgal)
Atlantis was een koninkrijk ter grootte van een continent in de stripserie Thorgal van de Belgische scenarist Jean Van Hamme en de Poolse tekenaar Grzegorz Rosiński. Het continent bestond op aarde 12.000 jaar voordat de avonturen van Thorgal plaatsvonden. Een grote catastrofe was de oorzaak dat het koninkrijk in de oceaan verdween, en alleen de stad van Archéopolis, dat hoog in de bergen was gelegen, gespaard bleef. Voordat de ramp plaatsvond werd Atlantis bewoond door het Sterrenvolk.
Als Thorgal en zijn gezin na hun belevenissen in het koninkrijk Zhar besluiten terug te keren naar hun eiland in de Grijze zee doorkruisen zij een woestijn en ontdekken daar de laatste restanten van Atantis. Deze worden bewoond door nazaten van het Sterrenvolk. De ruïnes worden vernietigd als Sargon's ruimteschip neer stortte neer na een mislukte lancering. De stad raakt vervolgens bedolven onder het woestijnzand.